# Сельское поселение Солнечный
Се́льское поселе́ние Солнечный — муниципальное образование в Сургутском районе Ханты-Мансийского автономного округа Российской Федерации.
Административный центр — посёлок Солнечный.

## История
Статус и границы сельского поселения установлены Законом Ханты-Мансийского автономного округа - Югры от 25 ноября 2004 года № 63-оз «О статусе и границах муниципальных образований Ханты-Мансийского автономного округа - Югры»

## Население
| 2010    | 2012    | 2013    | 2014    | 2015    | 2016    | 2017    |
| ------- | ------- | ------- | ------- | ------- | ------- | ------- |
| 11 299  | ↘11 118 | ↗11 186 | ↗11 224 | ↗11 311 | ↗11 696 | ↗12 094 |
| 2018    | 2019    | 2020    | 2021    |         |         |         |
| ↗12 710 | ↗13 002 | ↗13 179 | ↗13 960 |         |         |         |

## Состав сельского поселения
| № | Населённый пункт | Тип населённого пункта          | Население |
| - | ---------------- | ------------------------------- | --------- |
| 1 | Сайгатина        | деревня                         | ↘1075     |
| 2 | Солнечный        | посёлок, административный центр | ↗12 885   |